# Pärlemorfiskar
Pärlemorfiskar (Sternoptychidae) är en familj av fiskar som ingår i ordningen drakfiskartade fiskar (Stomiiformes). Enligt Catalogue of Life omfattar familjen Sternoptychidae 73 arter. 
Familjens medlemmar förekommer i Atlanten, Indiska oceanen och Stilla havet. De har på kroppen flera lysorgan. Det vetenskapliga namnet är bildat av de grekiska orden sternon (bröst) och ptyx eller ptychos (veckad linje).
Släkten enligt Catalogue of Life, Dyntaxa och Fishbase:
- Araiophos
- Argyripnus
- Argyropelecus
- Danaphos
- Maurolicus
- Polyipnus
- Sonoda
- Sternoptyx
- Thorophos
- Valenciennellus